# Ma Rainey
Ma Rainey (nascuda Gertrude Pritgett, Alabama, 26 d'abril de 1886 - Columbus, 22 de desembre de 1939) fou coneguda com «la mare del blues», perquè va ser una de les primeres cantants de blues professionals afroamericanes i una de les primeres que van gravar; als 14 anys ja estava actuant en espectacles itinerants.
Va adoptar el blues com a estil quan esdevingué cantant professional i l'introduí per tot el Sud i l'Oest Mitjà en els seus populars espectacles. Ma Rainey explicava que el 1902, mentre actuava en un poble de Missouri, va sentir cantar a una noia del poble una estranya cançó sobre l'home que l'havia abandonada. Tant li va impressionar la cançó que la va incorporar al seu espectacle. Anys després la va definir simplement com a blues.
Posseïdora d'una veu crua i poderosa, entre els cantants masculins del blues rural i les més sofisticades i «urbanes» cantants clàssiques de blues, va destacar notòriament no sols per la seva música sinó també per la seva personalitat. Transmetia un àcid sentit de l'humor en els seus temes que parlaven de lesbianisme, prostitució, homosexualitat, violència, traïció i desamor. Desacatant els hipòcrites cànons socials de l'època, llançava a la cara del seu públic la veritat més dura i més crua, sense perdre el somriure, mentre cantava.
Fins a 1923 no va començar a gravar discos, a causa de les dificultats que les persones negres tenien per accedir als estudis de gravació i va acabar el 1928 amb un centenar de cançons del blues més clàssic i tradicional. «See See Rider», «Bo-Weavil Blues», «Ma Rainey's Black Bottom» o «Prove It On Me Blues» són alguns dels temes més representatius de Ma Rainey. Després del primer disc, va fer més de 100 enregistraments en els cinc anys següents, incloent Bo-Weevil Blues (1923), Moonshine Blues (1923), See See Rider Blues (1925), el estàndard de blues Ma Rainey's Black Bottom (1927) i Soon This Morning (1927).
Rainey també va col·laborar amb Thomas Dorsey, Tampa Red i Louis Armstrong, i va fer gira i va gravar amb la Georgia Jazz Band. De gira fins al 1935, es va retirar en gran part de l'actuació i va continuar com a empresaria de teatre a la seva ciutat natal de Columbus, Geòrgia, fins a la seva mort quatre anys més tard. Ha estat incorporada pòstumament al Saló de la Fama del Blues, així com al Saló de la Fama del Rock and Roll. Rainey ha estat retratada en diverses pel·lícules, inclosa la pel·lícula guanyadora de l'Oscar 2020 Ma Rainey's Black Bottom. El 2023, va ser guardonada amb el premi Grammy a la seva trajectòria.